# 日下旧闻
《日下舊聞》，清初朱彝尊撰，凡四十二卷。日下指京城，也就是當時的北京。

## 著作沿革
康熙十八年（1679）朱彝尊舉博学鸿词科，二十二年（1683）入直南书房。康熙二十三年（1684年），朱彝尊开始编辑《瀛洲道古录》，因私帶鈔胥入内抄录经书，被学士牛钮弹劾，谪官降級。仍留居京师，潦倒困顿。相傳朱彝尊常在北京「天橋酒樓」上起稿，最後成書於曝書亭。這本書是第一次系統地整理關於北京的文獻，全书分为十三門，有星土、世紀、形勝、宮室、城市、郊、京畿、僑治、邊障、戶版、風俗、物產、雜綴等。
乾隆年間，于敏中、英廉、竇光鼐、朱筠等人在康熙年間朱彝尊的《日下舊聞》的基礎上考證和補充而成的，撰成《日下舊聞考》一書，篇幅擴大三倍，為一百六十卷。